# Ivan Baštijan
Ivan Baštijan (Bastian) (Gornji Jugi kraj Kastva, 3. rujna 1828. – Trst, 11. ožujka 1886.), hrvatski samouki slikar, kulturni i prosvjetni djelatnik. Brat je blizanac Mate Baštijana. 
Nakon školovanja u Kastvu (pučka škola), Viškovu, Rijeci (gimnazija), Zagrebu (gimnazija), sjemeništa u Gorici i Trstu, zaredio se je 1852. godine za svećenika. 
U dodir s hrvatskim preporodom je kao i njegov brat došao za školovanja u Zagrebu. Od tad djelatno rade na preporodu istarskih Hrvata i slijede rad biskupa Jurja Dobrile.
Radio je kod biskupa Strossmayera, za kojeg je nabavljao je i procjenjivao slike. Tako je razvio svoj slikarski talent. Namjeravao se dalje učiti slikarstvu u Rimu, no nije dobio stipendiju. Slike mu se nalaze po nekolicini crkava, a njegovo poznatije djelo je hodočasnička zastava koju su hodočasnici iz Kastva dugo vremena nosili kad su išli na Trsat. Oslikao je likove bratovih junaka Jurine i Franine u Našoj slozi.
Nakon katehetskog rada po Istri, on i brat su se nastanili u Trstu gdje su radili kao vjeroučitelji.
Kulturni rad njegova brata Mate je ostao mnogo poznatijim.